# Christian Adolf Balduin
Christian Adolf Balduin (Döbeln, 29 giugno 1632 – Großenhain, dicembre 1682) è stato un alchimista tedesco del Seicento, fece degli esperimenti sulla luminescenza.

## Biografia
Nel 1674 scoprì che il gesso (carbonato di calcio) sciolto in acqua regia (acido nitrico) dava forma ad un composto (nitrato di calcio) che si liquefaceva ed assorbiva facilmente l'umidità atmosferica.
Lo scienziato pensava che, distillando l'intruglio, si potesse ottenere il Weltgeist, ovvero lo spirito universale, invece notò che il residuo rimasto, anche se raffreddato, brillava al buio, e lo chiamò Phosphorus, ovvero portatore di luce.